# GSC3623-1979
GSC3623-1979 — хімічно пекулярна зоря спектрального класу A3, що має видиму зоряну величину в смузі V приблизно  9,9.